# Pilatus P-2
El Pilatus P-2 fue un avión de entrenamiento diseñado por la empresa suiza Pilatus Aircraft en 1942 y que voló por primera vez el 27 de abril de 1945. Fue empleado por la Fuerza Aérea Suiza desde 1946 hasta 1981. El Pilatus P-2 surgió a partir del proyecto cancelado del Pilatus P-1, que era una versión monoplaza del Pilatus P-2.

## Diseño y desarrollo
El Pilatus P-2 es un monoplano de ala baja y construcción mixta (metal, madera y lona), con tren de aterrizaje retráctil y controles en tándem. Para reducir costos, varias piezas provenían de viejos aviones de la Fuerza Aérea Suiza, como por ejemplo las piezas del tren de aterrizaje, que eran de Messerschmitt Bf 109. Se produjeron dos modelos de serie, uno sin armamento (P-2-05) y otro para entrenamiento de armas (P-2-06), equipado con una ametralladora montada sobre el motor y soportes subalares para bombas ligeras y cohetes.
Después de ser retirados de servicio por la Fuerza Aérea Suiza, los Pilatus P-2 sobrevivientes (unos 48) fueron vendidos en el mercado de aeronaves civiles. En 2008, al menos 23 de estos aviones figuraban en los registros nacionales de Suiza, Alemania, Francia, el Reino Unido y los Estados Unidos. Demostraron ser aviones civiles populares, apareciendo con frecuencia en películas y festivales aéreos como un caza no identificado con esquema de camuflaje de la Luftwaffe.   

## Variantes

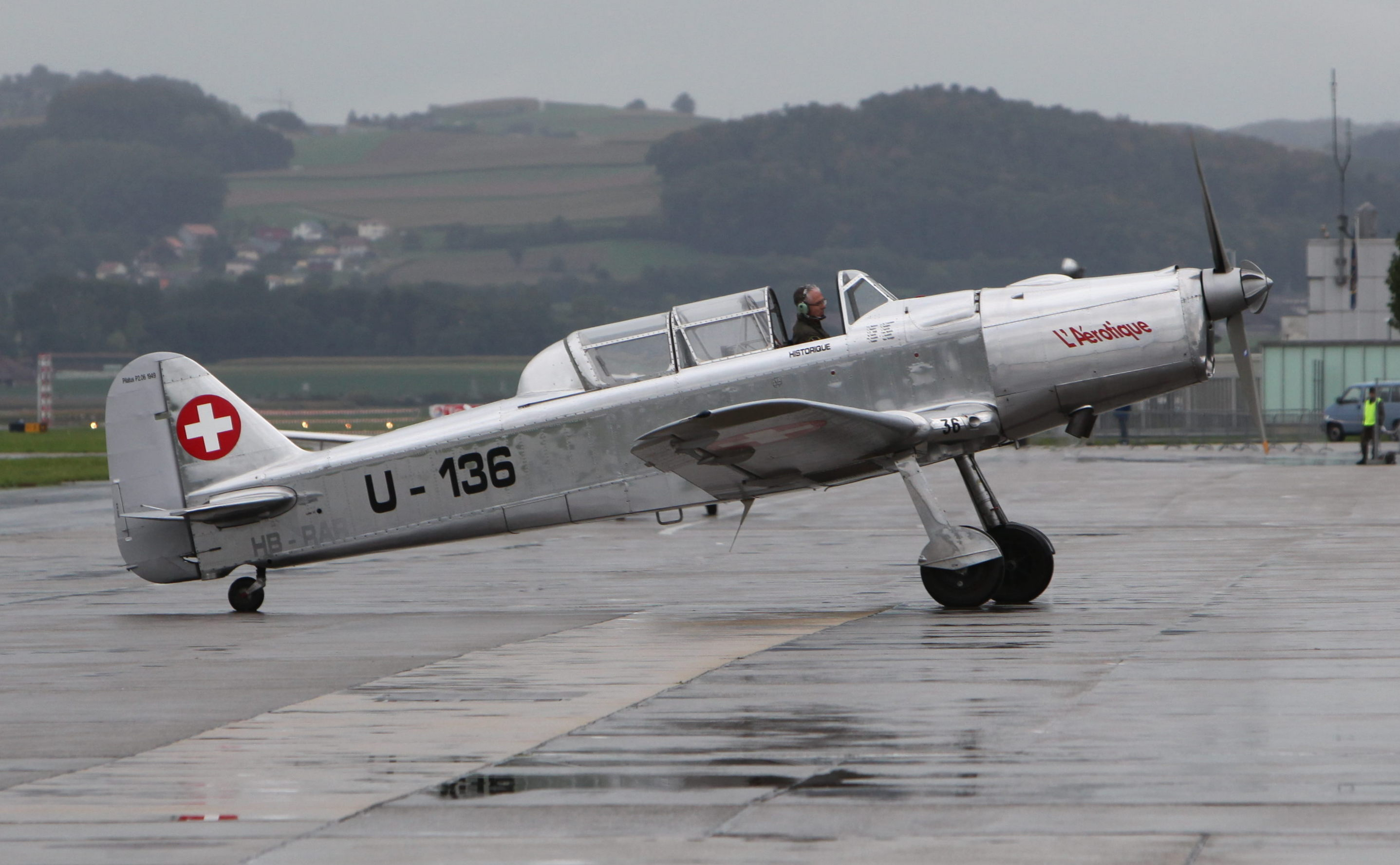
Un Pilatus P-2 durante el día de puertas abiertas de la Base Aérea de Payerne, en 2010.

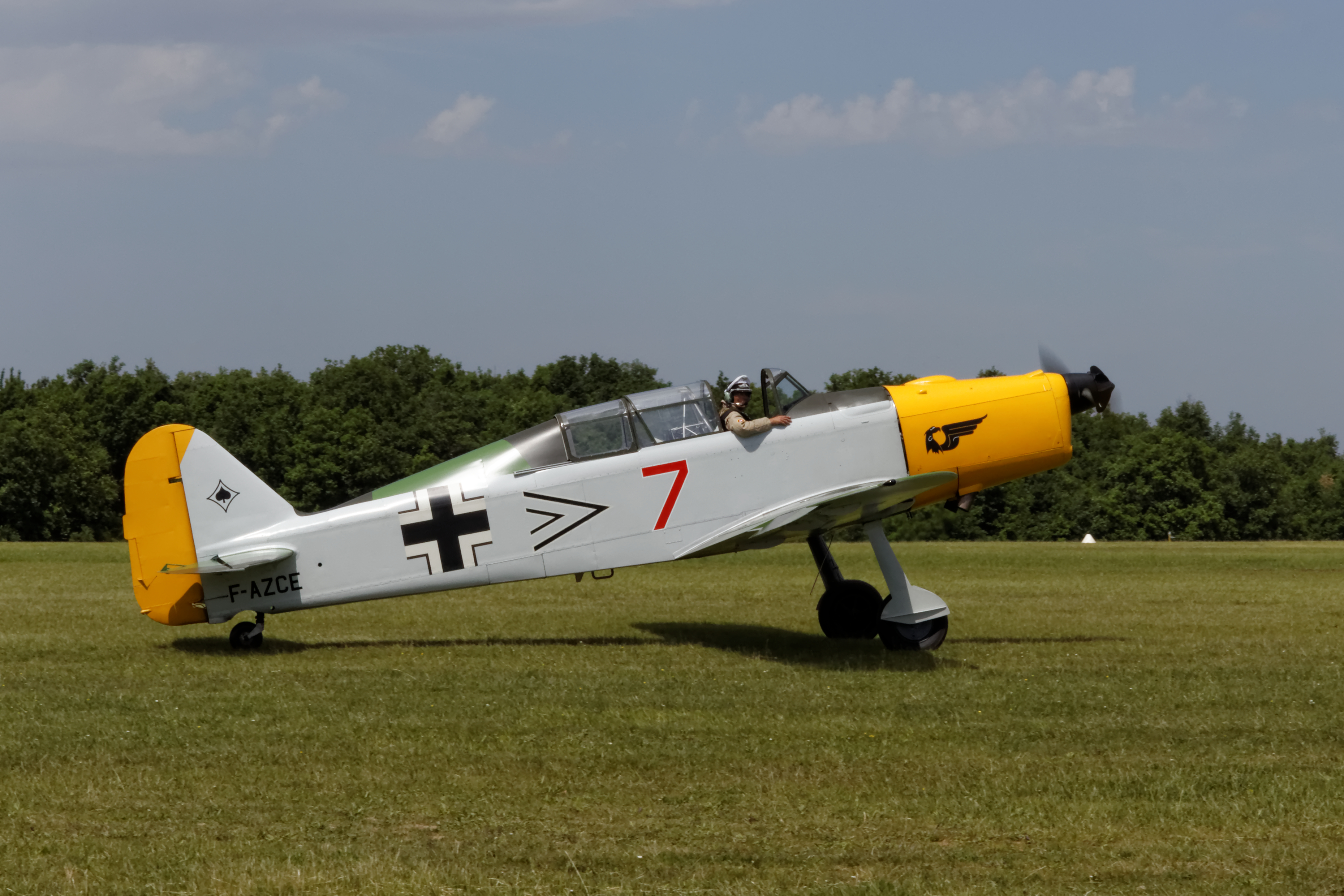
Un Pilatus P-2-06 privado, pintado con esquema de camuflaje de la Luftwaffe, en el festival aéreo Ferté-Alais de 2014.

P-2-01
Primer prototipo (HB-GAB/A-101/U-101), propulsado por un motor Argus.
P-2-02
Ejemplar estático de prueba.
P-2-03
Prototipo propulsado por un motor Hispano-Suiza HS-12Mb, enfriado por agua. Gran radiador ventral.
P-2-O4
Versión armada del P-2-03.
P-2-05
Versión de serie sin armamento, propulsada por un motor Argus. 26 fueron suministrados a la Fuerza Aérea Suiza.
P-2-06
Versión de serie con armamento, propulsada por un motor Argus. 26 fueron suministrados a la Fuerza Aérea Suiza.

## Operadores
- Fuerza Aérea Suiza

## Especificaciones (P-2-05)
Referencia datos: 

### Características generales
- Tripulación: 2 (piloto, copiloto)
- Longitud: 9,07 m
- Envergadura: 11 m
- Altura: 2,70 m
- Superficie alar: 17 m²
- Peso vacío: 1.380 kg
- Peso máximo al despegue: 1.800 kg
- Planta motriz: 1× Argus As 410 A-2, V12 invertido.
  - Potencia: 465 HP (347 kW)

### Rendimiento
- Velocidad máxima operativa (Vno): 340 km/h
- Velocidad crucero (Vc): 306 km/h
- Alcance: 685 km
- Techo de vuelo: 6.600 m
- Régimen de ascenso: 6,5 m/s

### Desarrollos relacionados
- Pilatus P-1
- Pilatus P-3